# Carpias longimanus
Carpias longimanus är en kräftdjursart som först beskrevs av Pillai 1954.  Carpias longimanus ingår i släktet Carpias och familjen Janiridae. Inga underarter finns listade i Catalogue of Life.